# Hypnum uncinulatum
Hypnum uncinulatum là một loài Rêu trong họ Hypnaceae. Loài này được Jur. mô tả khoa học đầu tiên năm 1866.